# Brezje pri Bojsnem
Brezje pri Bojsnem é um assentamento localizado no município de Brežice na Eslovênia. Possuía uma população estimada de 59 habitantes em 2020.